# ムハンメディヤル・スルタノフ
ムハンメディヤル・スルタノフ（ロシア語：Мухамедьяр Мухаметшарипович Султанов、1837年 - 1915年）は、ロシア帝国のイスラーム指導者。公的ムスリム機関であるオレンブルク・ムスリム宗務局のムフティー（在任1885年 - 1915年）を務めた。
ウファにてバシキール人貴族の家系に生まれ、カザン大学を卒業した後、国家勤務に就き、1857年から1859年まで、バシキール人部隊の司令官として勤務した。1861年から1866年までメンゼリンスク郡の第20カントン長、および第7カントン長、1866年から1885年までメンゼリンスク郡、ベレベエフ郡の農事調停官（мировой посредник）、治安判事（мировой судья）等を経て、1885年にオレンブルク・ムスリム宗務局のムフティーに任命された。
1893年にはメッカへの巡礼を行った。巡礼の途上では、イスタンブールにてオスマン帝国のアブデュルハミト2世に謁見し、ベイルートではイスラーム教学について教えを受けた。
1888年にスタニスラフ勲章、1896年に聖アンナ勲章を受勲。